# パーク・フォレスト隕石
座標: 北緯41度29分5秒 西経87度40分45秒 / 北緯41.48472度 西経87.67917度

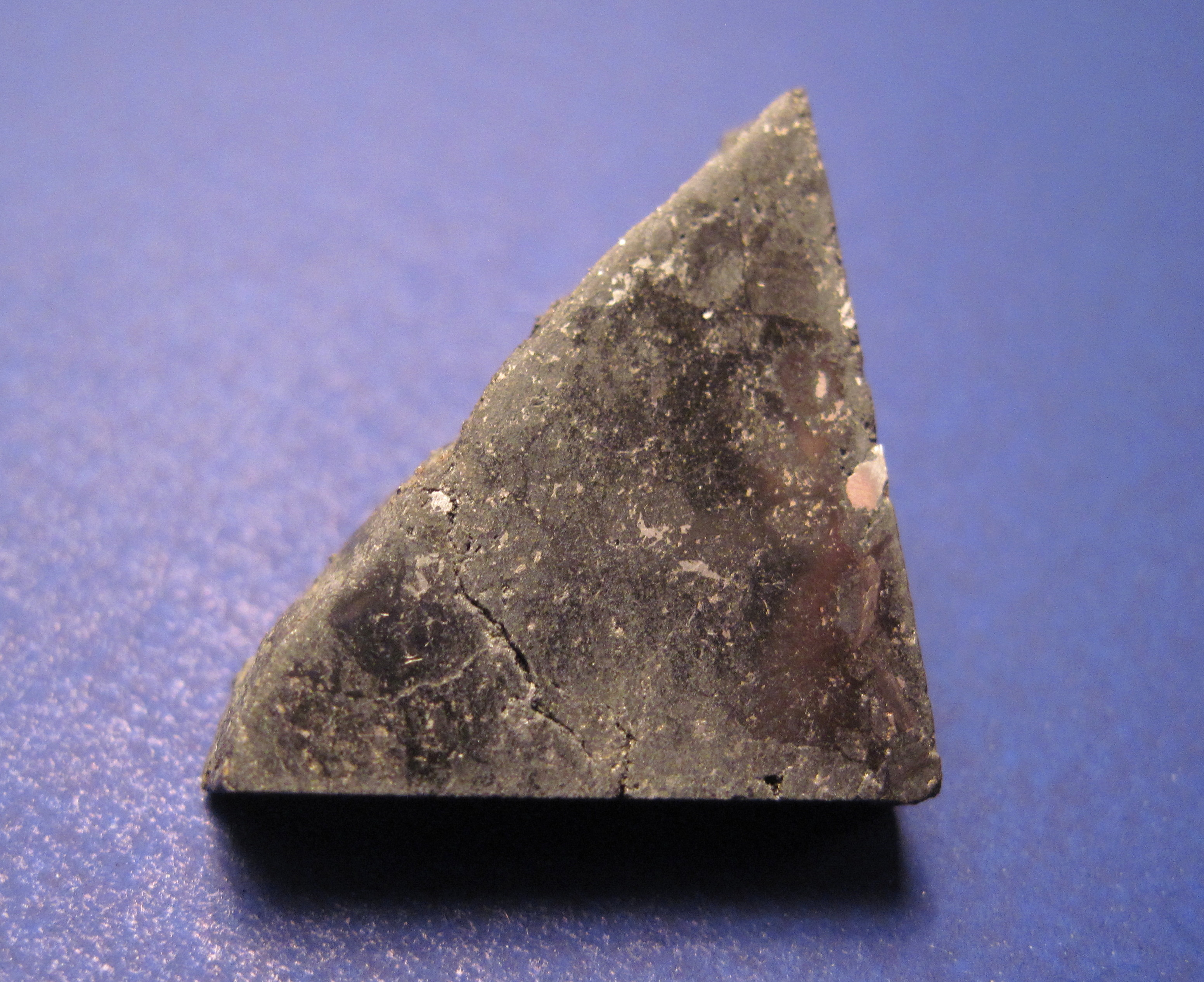
破片の写真

パーク・フォレスト隕石（パーク・フォレストいんせき、Park Forest meteorite）は2003年3月26日にアメリカ合衆国イリノイ州クック郡に落下した隕石雨である。
2003年3月26日の深夜近く、イリノイ州、インディアナ州、ウィスコンシン州、オハイオ州にかけて多くの人々によって火球が目撃され、パーク・フォレスト村の付近にいくつかの隕石が落下した。少なくとも2軒の民家と消防署が隕石に直撃された。翌日多くの隕石の破片が回収され、総重量は18kgを越え、最大のものは3kgであった。
L5に分類される普通コンドライトである。いくつかの回収された隕石はシカゴ自然史博物館に保存されている。